# Elsterbachtal
Koordinaten: 50° 28′ 21″ N, 10° 47′ 55″ O
Das Naturschutzgebiet Elsterbachtal liegt im Landkreis Hildburghausen in Thüringen. Das Gebiet erstreckt sich südlich von Wiedersbach, einem Ortsteil der Gemeinde Auengrund. Am nordwestlichen Rand des Gebietes verläuft die Landesstraße L 2063 und östlich die A 73. Nördlich erstreckt sich die Talsperre Ratscher mit einer Wasseroberfläche von 93 ha.

## Bedeutung
Das 53,5 ha große Gebiet mit der NSG-Nr. 308 wurde im Jahr 1996 unter Naturschutz gestellt. 